# Skujenes pagasts
Skujenes pagasts er en territorial enhed i Amatas novads i Letland. Pagasten havde 960 indbyggere i 2010 og 842 indbyggere i 2016 og omfatter et areal på 176.80 kvadratkilometer. Hovedbyen i pagasten er Skujene.